# Euclides da Cunha (kommun)
Euclides da Cunha är en kommun i Brasilien.   Den ligger i delstaten Bahia, i den östra delen av landet, 1 100 km nordost om huvudstaden Brasília. Antalet invånare är 56 312.
Följande samhällen finns i Euclides da Cunha:
- Euclides da Cunha

Omgivningarna runt Euclides da Cunha är huvudsakligen savann. Runt Euclides da Cunha är det ganska glesbefolkat, med 30 invånare per kvadratkilometer.